# Cinéma quinqui
 (mai 2015).
Si vous disposez d'ouvrages ou d'articles de référence ou si vous connaissez des sites web de qualité traitant du thème abordé ici, merci de compléter l'article en donnant les références utiles à sa vérifiabilité et en les liant à la section « Notes et références ».

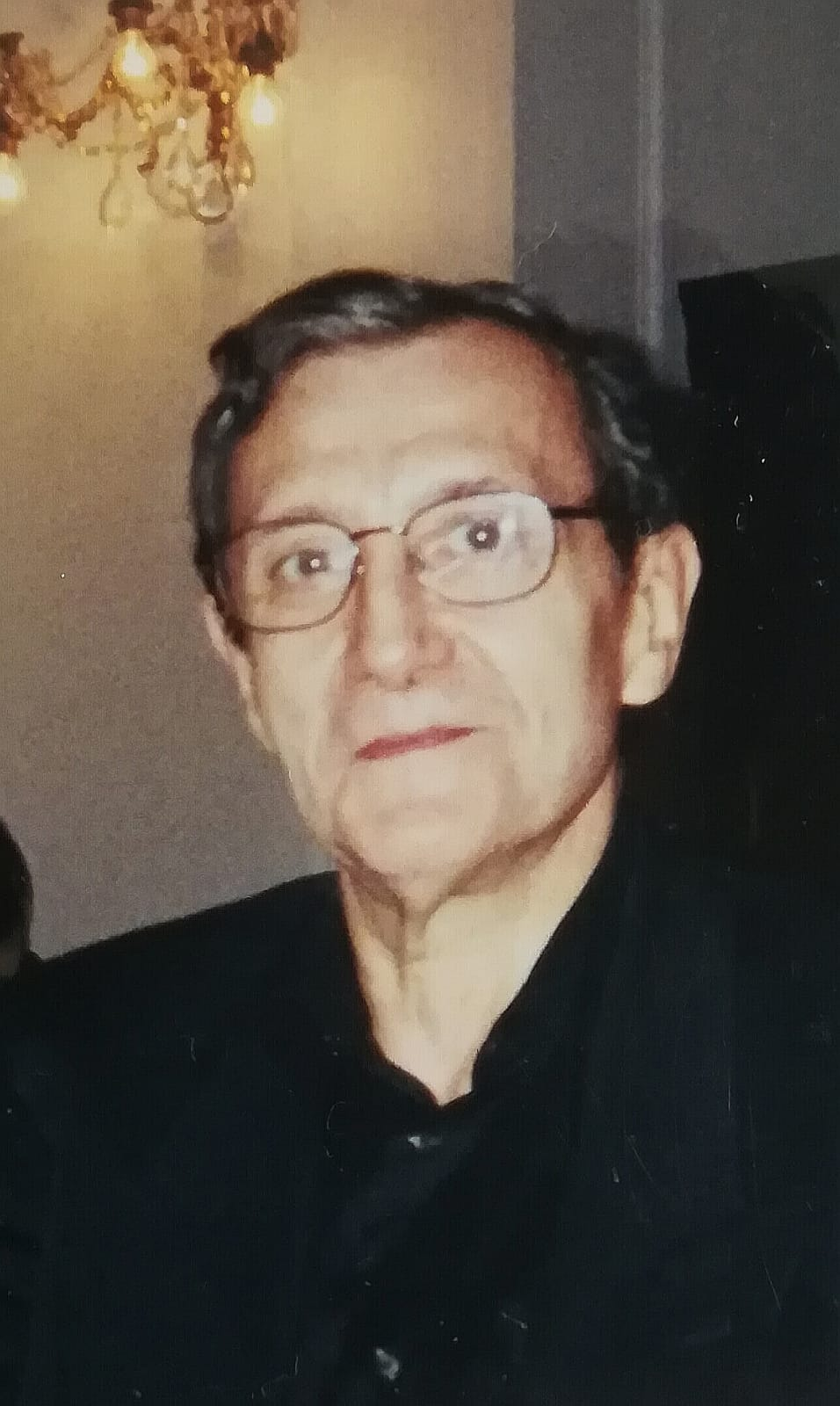
Eloy de la Iglesia, l'un des cinéaste majeur du cinéma quinqui, au festival de cinéma de San Sebastian en 2001.

Le cinéma quinqui (en espagnol, cine quinqui) est un genre cinématographique populaire qui retrace les aventures de délinquants juvéniles connus. Ce sont souvent les mêmes délinquants qui jouent leur propre rôle. « Quinqui » est un terme argotique désignant des personnes vivant dans les marges de la société, équivalent de merchero.
Ce genre devient très populaire en Espagne à la fin des années 1970 et début des années 1980 en raison du climat social perturbé (transition post-franquiste, insécurité, banlieues défavorisées, terrorisme). Les cinéastes les plus connus dans ce genre sont José Antonio de la Loma et Eloy de la Iglesia.

## Description
Dans le cinéma quinqui, il est fréquent qu'un délinquant notoire dans la vie réelle se transforme en acteur afin d'interpréter son propre rôle, ou celui d'un autre délinquant qu'il connaît ou qu'il a connu, donnant ainsi un plus grand degré de réalisme au film. Un des exemples les plus connus est celui de El Torete jouant son rôle dans la saga Perros callejeros.
Beaucoup de ces films sont biographiques cherchant à raconter la vie d'un délinquant, son entourage, ses coups, l'exclusion sociale dont il est victime, les tortures policières, etc.
Un des thèmes les plus récurrents est le monde de la drogue. Le thème de l'addiction à l'héroïne est souvent traité de façon très crue dans les films. On y voit souvent des toxicomanes préparer leur dose d'héroïne et se l'injecter. Le thème du syndrome d'abstinence est aussi traité.
Un autre thème habituel est celui du vol de voitures (souvent des Seat 124, 131, 1430, ou Renault 12) et les poursuites qui s'ensuivent entre les « quinquis » et la police.
Certains films montrent des protagonistes qui commettent des vols afin d'aider économiquement leurs familles.
Il n'est pas rare d'y voir des scènes érotiques, les personnages faisant l'amour ou montrant leur côté le plus romantique.
La critique sociale y est très présente avec des attaques directes envers la société bourgeoise qui est accusée de corruption ou de fomenter l'inégalité : les politiciens, la police, les classes favorisées, et la société de consommation sont vivement critiquées.
Le langage argotique utilisé dans ces films prétend s'approcher de celui utilisé dans les quartiers défavorisés, ou celui des classes dangereuses. Certains mots de caló sont utilisés.

## Les films
De nombreux réalisateurs, dont Pedro Almodóvar ou Carlos Saura, ont tourné des films dans le genre « quinqui », mais les deux principaux réalisateurs sont José Antonio de la Loma (1924-2004), considéré comme le père du cinéma quinqui, et Eloy de la Iglesia (1944-2006).

### Films réalisés parJosé Antonio de la Loma
- 1974 : El último viaje
- 1977 : Perros callejeros
- 1978 : Nunca en horas de clase
- 1979 : Perros callejeros II: Busca y captura (es)
- 1980 : Los últimos golpes de El Torete (es)
- 1985 : Yo, el Vaquilla (es)
- 1985 : Perras callejeras (es)
- 1996 : Tres días de libertad (es). Malgré le fait que le film soit de 1996, il est considéré comme faisant partie du genre « quinqui ».

### Films réalisés parEloy de la Iglesia
- 1977 : Plaisirs cachés (Los placeres ocultos)
- 1979 : Le Député (El diputado)
- 1980 : Peur de sortir la nuit (es) (Miedo a salir de noche)
- 1981 : Navajeros (es)
- 1982 : Colegas
- 1983 : L'Enfer de la drogue (El pico)
- 1984 : L'Enfer de la drogue 2 (es) (El pico 2)
- 1987 : Le Buraliste de Vallecas (La estanquera de Vallecas)

### Films réalisés par d'autres cinéastes
- 1976 : La Corea (es) de Pedro Olea
- 1977 : ¿Y ahora qué, señor fiscal? (es) de León Klimovsky
- 1977 : Juventud Drogada de José Truchado
- 1978 : Las que empiezan a los 15 años d'Ignacio F. Iquino
- 1978 : Los violadores del amanecer d'Ignacio F. Iquino
- 1980 : Chocolate de Gil Carretero
- 1980 : La patria del rata de Francisco Lara Polop
- 1980 : Maravillas de Manuel Gutiérrez Aragón
- 1981 : Todos me llaman 'Gato' (es) de Raúl Peña
- 1981 : Barcelona Sur de Jordi Cadena
- 1981 : Vivre vite ! (Deprisa, deprisa) de Carlos Saura
- 1984 : Qu'est-ce que j'ai fait pour mériter ça ? (¿Qué he hecho yo para merecer esto?) de Pedro Almodóvar
- 1984 : De tripas corazón de Julio Sánchez Valdés
- 1985 : La reina del mate de Fermín Cabal (es)
- 1986 : 27 Horas de Montxo Armendáriz

### Autres films ayant une thématique «quinqui»
- 1987 : El Lute, marche ou crève (El Lute: camina o revienta) de Vicente Aranda
- 1988 : Demain, je serai libre (El Lute II: mañana seré libre) de Vicente Aranda
- 1988 : Matar al Nani de Roberto Bodegas
- 1995 : Historias del Kronen de Montxo Armendáriz
- 2005 : 7 vírgenes de Alberto Rodríguez
- 2006 : Volando voy de Miguel Albaladejo
- 2010 : El idioma imposible de Rodrigo Rodero
- 2013 : Barcelona 92 de Ferran Ureña

### Divers
Dans la série télévisée Turno de oficio (1986) certains épisodes traitent du thème « quinqui ».

## Principaux acteurs du cinéma quinqui
- Ángel Fernández Franco, dit El Torete (1960-1991)
- José Luis Manzano (es) (1962-1992)
- José Luis Fernández Eguia, dit El Pirri (1965-1988)
- Antonio Flores (1961-1995)
- José Antonio Valdelomar, dit El Mini (1958-1992)
- Juan José Moreno Cuenca, dit El Vaquilla (1961-2003)
- Sonia Martínez (1963-1994)